# Le Petit Écart
Pour plus de détails, voir Fiche technique et Distribution.
Le Petit Écart est un film allemand réalisé par Reinhold Schünzel et Henri Chomette, sorti en 1931.

## Synopsis
Se croyant victime des infidélités de son mari, Jacqueline Heller va s'amuser toute seule mais des quiproquos poussent son époux à plaider un double divorce le sien et celui d'un autre mari berné. Jacqueline finit par arranger toute l'affaire et les couples se remettent ensemble.

## Fiche technique
- Titre : Le Petit Écart
- Réalisation : Reinhold Schünzel et Henri Chomette
- Scénario : Reinhold Schünzel et Emmerich Pressburger
- Dialogues : Raoul Ploquin et Henri Chomette
- Photographie : Werner Brandes
- Musique : Ralph Erwin (chansons d'André Mauprey)
- Pays d'origine : Allemagne  République de Weimar
- Production : UFA
- Durée : 88 minutes
- Date de sortie : France, 23 octobre 1931

## Distribution
- Lucien Baroux : Martial
- Jeanne Boitel : Jacqueline Heller
- Pierre Richard-Willm : Bernard Heller
- Louise Lagrange : Lona
- André Berley : Auguste Becker
- Robert Pizani : le pianiste
- Diana : la chanteuse
- Fernand Frey : Pamphile
- Odette Talazac : une cliente
- Yvonne Garat
- Willy Rozier
- Alice Tissot